# 沃尔特·格拉斯哥
沃尔特·格拉斯哥（英語：Walter Glasgow，1957年4月19日—），生于德克萨斯州休斯顿，美国前男子帆船运动员。他曾代表美国参加1976年夏季奥林匹克运动会帆船比赛，获得一枚银牌。